# Muralles de la Riereta
Les Muralles de la Riereta és una obra del municipi de Sallent (Bages) inclosa en l'Inventari del Patrimoni Arquitectònic de Catalunya.

## Descripció
Es conserva una torre quadrada i trossos de mur. La torre ha estat reutilitzada. S'hi ha oberta quatre finestres i s'ha arrebossat.

## Història
Les muralles de la vila començaren el segle xv i foren restaurades el 1538. Per aquest sector de la Riereta fou per on entraren les tropes filipistes el 1712. Segurament que després es restauraren.